# Малко-Шарково
Ма́лко-Ша́рково (болг. Малко Шарково) — село в Ямбольській області Болгарії. Входить до складу общини Болярово.

## Населення
За даними перепису населення 2011 року у селі проживали 205 осіб.
Національний склад населення села:
| Національність   | Кількість осіб | Відсоток |
| ---------------- | -------------- | -------- |
| болгари          | 158            | 96,9%    |
| турки            | 4              | 2,5%     |
| цигани           | 0              | 0%       |
| Всього відповіли | 163            |          |

Розподіл населення за віком у 2011 році:
Динаміка населення: